# Magnolia dawsoniana
Magnolia dawsoniana là một loài thực vật thuộc họ Magnoliaceae. Đây là loài có nguồn gốc bản địa tại của Trung Quốc.